# Poala
Poala is een geslacht van hooiwagens uit de familie Cosmetidae.
De wetenschappelijke naam Poala is voor het eerst geldig gepubliceerd door C.J.Goodnight & M.L.Goodnight in 1942. 

## Soorten
Poala omvat de volgende 2 soorten:
- Poala granulosa
- Poala mexicana